# Cry Baby Lane
Cry Baby Lane es una película para televisión de Nickelodeon que se estrenó el 28 de octubre de 2000. La película nunca se emitió fuera de los Estados Unidos ni se dobló a otros idiomas. No se retransmitió hasta 2011 y nunca recibió un comunicado de prensa local. Similar a la película de Nickelodeon de 2003 The Electric Piper y la película de Cartoon Network de 2011 Johnny Bravo Goes to Bollywood, esta también se consideró una película perdida durante más de una década desde su emisión original en 2000 durante el especial de Halloween de SNICK presentado por Melissa Joan Hart. Nickelodeon comenzó a recibir cartas escritas por padres enojados de niños y se creía ampliamente que la película no se volvería a estrenar debido a controversias en torno a esta película, pero un representante de Nickelodeon declaró que la película simplemente había sido olvidada. En 2011, se descubrió una copia en Reddit y la reacción resultante llevó a TeenNick a volver a emitir la película el 31 de octubre de 2011.

## Argumento
Andrew (Jase Blankfort) y su hermano mayor Carl (Trey Rogers) disfrutan escuchando las historias de fantasmas que les cuenta el empresario de pompas fúnebres local, el Sr. Bennett (Frank Langella). Una noche, Bennett cuenta la historia de un granjero local cuya esposa dio a luz a gemelos siameses, uno de ellos bondadoso y el otro claramente malvado. El granjero, avergonzado de ellos, mantuvo a los gemelos encerrados en su habitación. Finalmente, los gemelos enfermaron de una enfermedad hepática y murieron juntos, por lo que el granjero los cortó por la mitad y enterró al gemelo bueno en un cementerio y al gemelo malo en una tumba poco profunda cerca de la casa, al final de un viejo camino de tierra llamado Cry Baby Lane, ya que quien sea atrapado por la noche escuchará los gritos del gemelo fallecido. Más tarde, Andrew, Carl y un grupo de amigos deciden realizar una sesión de espiritismo en el cementerio donde supuestamente está enterrado el gemelo bueno, pero durante la sesión, se corta una hierba cerca de la tumba y poco después ocurre un fenómeno espeluznante en todo el pueblo. Cuando Andrew consulta al Sr. Bennett al respecto, le confiesa que cuando los gemelos fueron separados, los cuerpos se mezclaron, siendo enterrado el bueno en el campo y el malo en la tumba donde tuvo lugar la sesión, y que lo sabe porque fue el enterrador que separó los cuerpos. Por lo tanto, el gemelo bueno pide ayuda, no venganza, y el gemelo malo posee a casi todos en la ciudad, y depende de Andrew detenerlo. Gary, el asistente de Bennett, le informa de una leyenda, que él mismo cree que es simplemente superstición, según la cual las malas hierbas cercanas a las tumbas de las personas en realidad contienen sus almas, que luego quedan libres si se cortan las malas hierbas.
Sin embargo, durante el tiempo que Andrew y Carl viajan a Cry Baby Lane, el gemelo malvado interviene y posee a Carl, quien luego intenta atacar a su hermano. El gemelo malvado, hablando en nombre de Carl, le dice a Andrew que no puede dejar de hacerlo mientras los gritos del gemelo bueno se vuelven más fuertes y desesperados. Andrew finalmente escapa del hechizo del gemelo malvado y viaja a la tumba del gemelo bueno, donde debe cortar una raíz que envolvía el esqueleto del gemelo bueno para recuperar la paz. El gemelo malvado arroja tierra sobre la tumba, intentando enterrar vivo a Andrew, pero Andrew logra cortar la raíz y salvar al gemelo bueno. El gemelo malvado desaparece en un destello de luz y todo el mundo vuelve a la normalidad.
Al día siguiente, Andrew se despierta fuera de la tumba donde encuentra la tumba del gemelo bueno con flores, aludiendo que el gemelo ahora está en paz. Luego, Andrew recoge una flor de la tumba y se la da a Kathy cuando salen de Cry Baby Lane.

## Producción
La película se concibió originalmente como un estreno en cines de 10 millones de dólares para Nickelodeon, pero en cambio se ordenó que fuera una película hecha para televisión con un presupuesto de 800.000 dólares. La película se rodó en el pueblo de Kingston en Nueva Jersey en poco más de veinte días con un día extra de rodaje en Ohio para tomas de la ciudad. El director originalmente quería a Tom Waits para el papel del cuidador, pero Nickelodeon insistió en Frank Langella con la esperanza de obtener publicidad adicional.

## Reparto y equipo
Cry Baby Lane se filmó en Kingston, Nueva Jersey, con algunas escenas en Tontogany, Ohio. Fue producido por Albie Hecht y Jerry Kupfer. El editor fue Doug Able y John Inwood fue el director de fotografía. El elenco de apoyo incluyó:
- Jase Blankfort - Andrew.
- Trey Rogers - Carl.
- Larc Spies - Kenneth.
- Frank Langella - Bennett.
- Anne Lange - Ann Weber.
- Marc John Jefferies - Hall.
- Allison Siko - Louise
- Jessica Brooks Grant - Megan.
- Sheri Drach - Kathy
- Gary Perez - Gary
- Steve Mellor - Dick Weber
- Bernadette Quigley - Mrs. Hunt
- Carl Burrows - Evil Sherriff
- Jim Gaffigan - Bob
- Rob Newton - Evil Twin
- Andie K. Taylor - Becky